# Farmington (Connecticut)
Pour les articles homonymes, voir Farmington.
Farmington est une ville située dans le comté de Hartford, dans l'État du Connecticut aux États-Unis. Lors du recensement de 2010, Farmington avait une population totale de 25 340 habitants.

## Géographie
Selon le Bureau du recensement des États-Unis, la superficie de la ville est de 28,78 milles carrés (74,54 km2), dont 28,02 milles carrés (72,57 km2) de terres et 0,76 milles carrés (1,97 km2) de plans d'eau soit 2,64 %.

## Histoire

### XVIIeetXVIIIesiècles
Avant l’arrivée des Européens, le territoire qui deviendrait l’actuel Farmington était habité par les Amérindiens Tunxis. En 1640 des habitants de Hartford ont établi un village, ce qui en fait le plus vieux de l’intérieur à l’ouest du fleuve Connecticut, et une des plus vieilles communautés de l’état. Ils ont trouvé la région idéale pour la colonisation à cause de son sol riche, de son emplacement le long de la pleine d’inondation de la rivière Farmington, et de la géographie de la vallée.
Farmington devient une municipalité en 1645. Elle doit probablement son nom à Farmington dans le Gloucestershire,. Plus tard, ses frontières ont été agrandies plusieurs fois en créant largement le plus grand village de la Colonie de Connecticut. Farmington s’est appelé « la mère des villages » parce que sa vaste superficie a été divisée en sept autres communautés. Autrefois, le quartier de Unionville, dans le coin nord-ouest de Farmington, a accueilli plusieurs usines qui ont exploité les courants de la rivière Farmington.
Situé dans la pittoresque vallée de Farmington, le village de Farmington est imprégné d’histoire et du charme de la Nouvelle-Angleterre. La Rue principale, dans le quartier historique du village, est bordée de grandes maisons coloniales, dont certaines datent du XVIIe siècle. Pendant la Guerre révolutionnaire, George Washington est passé par Farmington plusieurs fois et en a parlé comme « le village des jolies maisons ». De plus, les troupes françaises du Général Rochambeau y ont campé alors qu’ils se dirigeaient vers le comté de Westchester pour apporter un soutien essentiel à l’armée de Washington.

### XIXesiècle
La majorité des habitants de Farmington étaient des abolitionnistes convaincus et ont aidé activement des esclaves échappés. Plusieurs maisons dans le village ont servi de caches pour « le chemin de fer clandestin, » un réseau secret d’abolitionnistes pour transporter les esclaves vers le nord, et vers la liberté. En fait, le village était tellement un centre d’activité qu’il était connu comme « Grand Central Station » parmi les esclaves et leurs partisans.
Par ailleurs, Farmington a joué un rôle important dans le célèbre procès des révoltés de L’Amistad. En 1841, 38 Africains Mendi et Cinque, le fameux leader de la révolte Amistad, ont été logés et scolarisés dans Farmington puisque le gouvernement des États-Unis refusait de les reconduire en Afrique après le procès. On leur a enseigné l'anglais et la religion chrétienne pendant que les habitants se procuraient des fonds pour les retourner en Afrique.

## Démographie
D'après le recensement de 2000, il y avait 23 641 habitants, 9 496 ménages, et 6 333 familles dans la ville. La densité de population était de 325,3 hab/km2. Il y avait 9 854 maisons avec une densité de 135,6 maisons/km2. La décomposition ethnique de la population était : 92,91 % blancs ; 1,55 % noirs ; 0,12 % amérindiens ; 3,72 % asiatiques ; 0,00 % natifs des îles du Pacifique ; 0,59 % des autres races ; 1,11 % de deux ou plus races. 2,19 % de la population était hispanique ou Latino de n'importe quelle race.
Il y avait 9 496 ménages, dont 32,0 % avaient des enfants de moins de 18 ans, 57,3 % étaient des couples mariés, 7,1 % avaient une femme qui était parent isolé, et 33,3 % étaient des ménages non-familiaux. 27,4 % des ménages étaient constitués de personnes seules et 11,4 % de personnes seules de 65 ans ou plus. Le ménage moyen comportait 2,46 personnes et la famille moyenne avait 3,05 personnes.
Dans la ville la pyramide des âges était 24,4 % en dessous de 18 ans, 4,7 % de 18 à 24 ans, 29,7 % de 25 à 44 ans, 25,7 % de 45 à 64 ans, et 15,5 % qui avaient 65 ans ou plus. L'âge médian était 40 ans. Pour 100 femmes, il y avait 90,0 hommes. Pour 100 femmes de 18 ans ou plus, il y avait 85,3 hommes.
Le revenu médian par ménage de la ville était 67 073 dollars US, et le revenu médian par famille était 85 396 $. Les hommes avaient un revenu médian de 57 113 $ contre 39 156 $ pour les femmes. Le revenu par habitant de la ville était 39 102 $. 4,5 % des habitants et 2,8 % des familles vivaient sous le seuil de pauvreté. 2,9 % des personnes de moins de 18 ans et 7,5 % des personnes de plus de 65 ans vivaient sous le seuil de pauvreté.
| 1756  | 1774  | 1782  | 1790  | 1800  | 1810  |
| ----- | ----- | ----- | ----- | ----- | ----- |
| 3 707 | 6 069 | 5 542 | 2 696 | 2 809 | 2 748 |

| 1820  | 1830  | 1840  | 1850  | 1860  | 1870  |
| ----- | ----- | ----- | ----- | ----- | ----- |
| 3 042 | 1 901 | 2 041 | 2 630 | 3 144 | 2 616 |

| 1880  | 1890  | 1900  | 1910  | 1920  | 1930  |
| ----- | ----- | ----- | ----- | ----- | ----- |
| 3 017 | 3 179 | 3 331 | 3 478 | 3 844 | 4 548 |

| 1940  | 1950  | 1960   | 1970   | 1980   | 1990   |
| ----- | ----- | ------ | ------ | ------ | ------ |
| 5 313 | 7 026 | 10 813 | 14 390 | 16 407 | 20 608 |

| 2000   | 2010   | - | - | - | - |
| ------ | ------ | - | - | - | - |
| 23 641 | 25 340 | - | - | - | - |

## Économie
La ville abrite le siège social de Otis Elevator Company.

## Éducation
- Miss Porter's School (en)

## Personnalités liées à la ville
- Eli Todd